# Garikoitz Bravo
Garikoitz Bravo Oiarbide (Lazkao, 31 luglio 1989) è un ex ciclista su strada spagnolo, attivo in formazioni UCI dal 2010 al 2021.

## Palmarès
- 2008 (Juniores)

1ª tappa Bizkaiko Bira (Sopela > Sopela)

### Altri successi
- 2011 (Caja Rural)

Classifica scalatori Tour de l'Avenir
- 2015 (Murias Taldea)

Classifica scalatori Vuelta a Castilla y León

## Piazzamenti

### Grandi Giri
- Vuelta a España

2018: 116º

### Classiche monumento
- Milano-Sanremo

2013: 98º
- Giro di Lombardia

2013: ritirato